# Discografia dei Goblin
La discografia dei Goblin, gruppo musicale rock progressivo italiano, è costituita da numerosi album in studio e dal vivo, raccolte e singoli pubblicati tra il 1975 e il 2020.
A ciò vanno conteggiati anche alcuni EP e album video, usciti nello stesso periodo.

## Album

### Album in studio
- 1975 - Profondo rosso - colonna sonora del film di Dario Argento
- 1976 - Roller
- 1977 - Suspiria - colonna sonora del film di Dario Argento
- 1978 - Il fantastico viaggio del bagarozzo Mark
- 1978 - Zombi - colonna sonora del film di George A. Romero, montato per il mercato europeo da Dario Argento
- 1979 - Squadra antigangsters - colonna sonora del film di Bruno Corbucci
- 1979 - Amo non amo - colonna sonora del film di Armenia Balducci
- 1980 - Contamination - colonna sonora del film di Luigi Cozzi
- 1982 - Volo
- 1983 - Notturno
- 2001 - Non ho sonno - colonna sonora del film di Dario Argento
- 2005 - Back to the Goblin 2005
- 2015 - Four of a Kind

### Come Goblin Rebirth
- 2015 - Goblin Rebirth - a nome Goblin Rebirth

### Come Cherry Five
- 1975 - Cherry Five
- 2015 - Il pozzo dei giganti

### Come Reale Impero Britannico
- 1976 - Perché si uccidono (Original Motion Picture Soundtrack), per il film Perché si uccidono (La merde)

### Raccolte
- 1979 - Greatest Hits
- 1987 - Greatest Hits
- 1995 - The Goblin's Collection 1975-1989 Volume 1
- 1998 - The Goblin's Collection 1975-1980 Volume 2
- 1998 - The Goblin's Collection 1978-1984 Volume 3
- 1998 - The Original Remix Collection Volume 1
- 1999 - The Goblin's Collection 1976-1989 Volume 4
- 2000 - The Fantastic Journey in the Best of Goblin Volume 1

### Live
- 2011 - Live in Roma
- 2013 - Tour Ep
- 2015 - Goblin Rebirth - Alive
- 2016 - Austinato

### Colonne sonore
- 1975 - Grazie... nonna - colonna sonora del film di Marino Girolami
- 1975 - Giro girotondo... con il sesso è bello il mondo - colonna sonora del film di Oscar Brazzi
- 1977 - La via della droga - colonna sonora del film di Enzo G. Castellari
- 1978 - Squadra antimafia - colonna sonora del film di Bruno Corbucci
- 1979 - Buio Omega  - colonna sonora del film di Joe D'Amato
- 1981 - Uragano di fuoco - colonna sonora del film di Ernest Pintoff
- 1982 - Tenebre - colonna sonora del film di Dario Argento
- 1983 - Il Ras del quartiere - colonna sonora del film di Carlo Vanzina
- 1985 - Phenomena - colonna sonora del film di Dario Argento
- 1989 - La chiesa - colonna sonora del film di Michele Soavi